# حقوق زمین

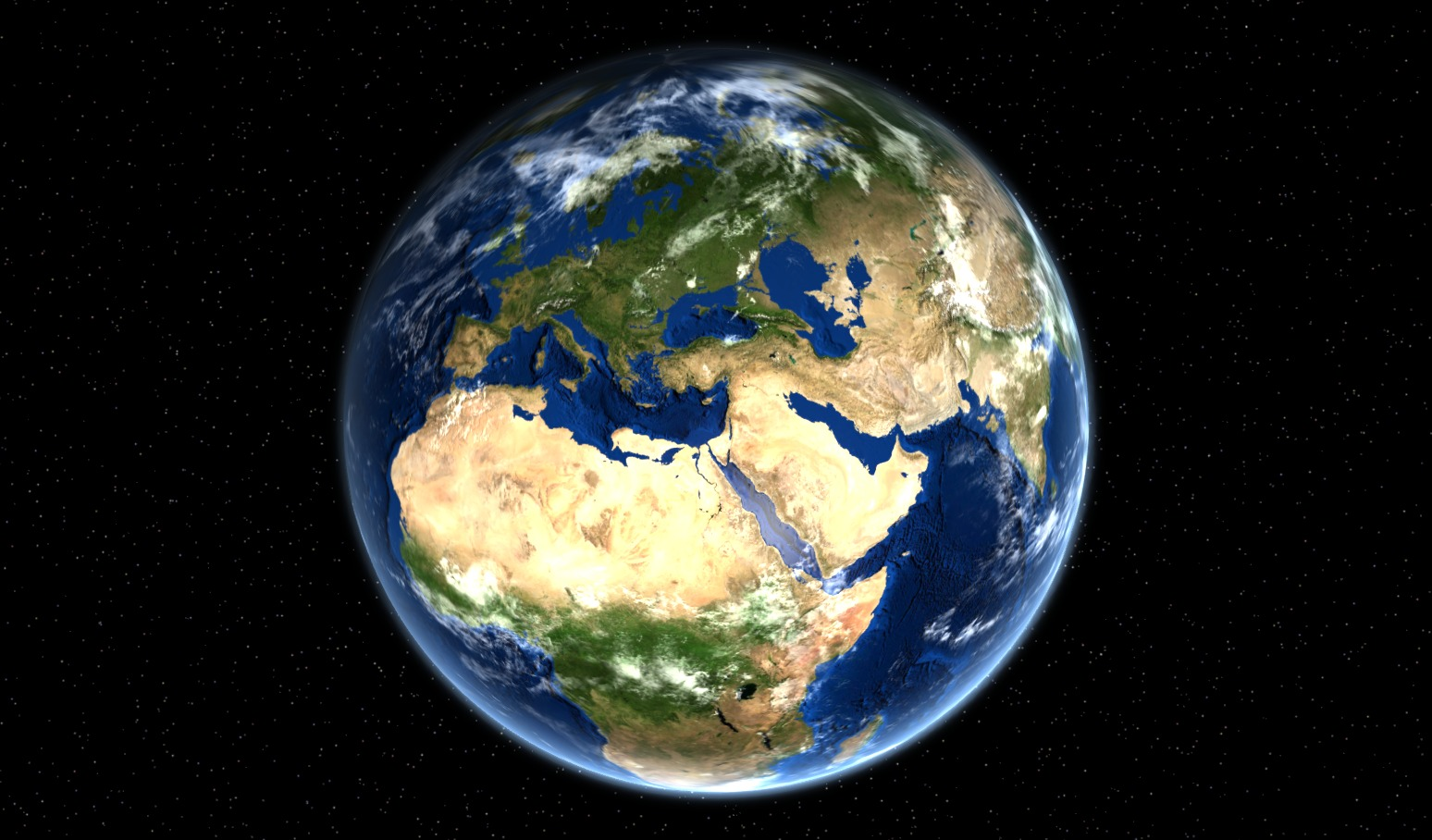
عکسی از زمین که اروپا، آفریقا و آسیا را نشان می دهد.

حقوق زمین (انگلیسی: Land law) یا قانون زمین، شاخه‌ای از حقوق است، که قوانین و مقررات مربوط به حق استفاده، کاربری، انتقال، شراکت یا حذف از مشارکت در خشکی را مورد بررسی قرار می‌دهد. در بسیاری از حوزه‌های قضایی، این نوع اموال و دارایی‌ها تحت عنوان ملک یا املاک و مستغلات در نظر گرفته می‌شود و به‌طور مجزا از اموال منقول تعریف می‌شوند. مالکیت یا حق استفاده در قوانین و مقررات زمین، اغلب از طریق انعقاد قرارداد، موافقت‌نامه یا تفاهم‌نامه، تحت عناوین اجاره، رهن یا خریداری، به دیگری انتقال می‌یابد. حقوق زمین توسط حقوق بین‌الملل همچنین نظام حقوقی مدنی، به رسمیت شناخته شده‌است.